# VDSL
VDSL (angleška računalniška kratica za very-high-bit-rate DSL) je ena od izvedenk tehnologije xDSL.
Teoretično dosega hitrosti do 52Mbit/s proti uporabniku in 12Mbit/s od uporabnika na bakreni žici. Najbolj optimalen prenos je dosežen na daljavi do 300m, ki dovoljuje 26 Mbit/s s simetričnium dostopom do 52 Mbit/s uploada – 12Mbit/s z asimetričnim dostopom. 
Infineon 10Base-S™ (Ethernet VDSL) tehnologija nam omogoča 10Mbps, na razdalji 1200m.
Trenutno standardni VDSL uporablja tudi do 4 različne frekvence, dve za upstream (od uporabnika do ponudnika) in dve za downstream. Standardna tehniška modulacija je lahko QAM (Quadrature amplitude modulation) ali DMT (Discrete multitone modulation) kateri dve nista kompatibilne, čeprav sta narejeni na isti način. Trenutno je bolj v rabi tehnologija DMT.
Te velike hitrosti pomenijo da je VDSL sposoben podpirati nove aplikacije, kakor je HDTV, kakor tudi IP telefonijo in dostop do interneta po eni sami povezavi.
VDSL ponujajo T-2, Telekom Slovenije (ima še hitrejši VDSL 2B) in A1.